# Giardomyia hudsonica
Giardomyia hudsonica är en tvåvingeart som beskrevs av Ephraim Porter Felt 1908. Giardomyia hudsonica ingår i släktet Giardomyia och familjen gallmyggor.
Artens utbredningsområde är New York. Inga underarter finns listade i Catalogue of Life.